# Rosalind Wiseman
Rosalind Wiseman (Washington D.C., 1969) is een schrijfster. Ze schreef onder andere het boek Queen Bees and Wannabes (2002), een studie naar het gedrag van meisjes in de schoolgaande leeftijd. Het boek vormde de basis voor de speelfilm Mean Girls van Mark Waters uit 2004.